# Gerhard Denecke
Gerhard Adolf Gotthold Denecke  (* 12. Juli 1889 in Dresden; † 21. November 1971 in Bad Neuenahr) war ein deutscher Mediziner und Schriftsteller.
Er war der Sohn des promovierten Gymnasialoberlehrers Arthur Gotthold Theodor Denecke und studierte Medizin in Kiel, Berlin, Rostock und Heidelberg mit der Promotion in Heidelberg 1914 (Dissertation: Ueber die Bedeutung der Leber für die anaphylaktische Reaktion beim Hunde). Im Ersten Weltkrieg war er Bataillonsarzt. 1923 habilitierte er sich an der Universität Marburg (Habilitationsschrift: Über die Jugendformen der Erythrozyten und ihren Stoffwechsel) und wurde außerordentlicher Professor und Chefarzt der inneren Abteilung des evangelischen Krankenhauses Bethesda in Mönchengladbach. 1931 wurde er Chefarzt in Duisburg. Im Zweiten Weltkrieg diente er wieder als Arzt und war bis 1950 in sowjetischer Kriegsgefangenschaft. 1961 wurde er Bundesarzt des Deutschen Roten Kreuzes.
Er veröffentlichte Grotesken, Romane und Erzählungen.

## Schriften
Belletristik:
- Die merkwürdigen Erlebnisse meiner Freunde, 1942
- Der nackte Soldat, 1943
- Die Torte im Goldfischteich, 1964
- Eine Kindheit in Dresden, 1969
- Der magische Kaufmann oder die Bekehrung im Café Central und weitere, dem wahren Leben abgelauschte Berichte, 1973

Medizinische Veröffentlichungen:
- Kursus der klinischen Untersuchungsmethoden für Studierende der Zahnheilkunde, München: Bergmann 1926
- Die medizinische Fakultät zu Marburg von 1866–1927 und ihre Institute, N. G. Elwert`sche Verlagsbuchhandlung 1927
- Autofahren und doch gesund bleiben, 1957
- Gesund in die Kurve. Zwei Dutzend ärztliche Rezepte für Autofahrer, ADAC Verlag 1960
- Erste Hilfe – aber richtig, ADAC Verlag 1962
- Ärzte- gezaust und gezeichnet (mit E.Mende), 1964

Er war auch Autor in der 2. Auflage des Handbuchs der inneren Medizin.